# Pieterfaurea lampas
Pieterfaurea lampas is een zachte koraalsoort uit de familie Nidaliidae. De koraalsoort komt uit het geslacht Pieterfaurea. Pieterfaurea lampas werd in 2000 voor het eerst wetenschappelijk beschreven door Williams. 